# Пеннализм
Пеннали́зм (нем. Pennalismus) — отношения между молодыми, только что поступившими в высшую школу студентами (пеннал) к старшим, особенно в его крайних проявлениях в XVII столетии. Частный случай хейзинга.

## Происхождение
Пеннализм происходит от депозиции (лат. depositio) — другого обычая, своеобразной церемонии посвящения в студенты и вступления в «корпорацию студентов», подобной средневековому монашескому, рыцарскому, купеческому и ремесленническому посвящению. Церемонии варьировались в зависимости от степени развития и образа жизни корпораций. Иногда вступление носило характер таинства и сопровождалось театральными церемониями, как например, у рыцарей. Иногда поступающий подвергался различным телесным истязаниям к удовольствию зрителей; церемонии имели комический, несколько пошлый характер, и должны были смешить незатейливую публику, как например, у ремесленников. Истязания принимают решительно жестокий характер, как при поступлении в ганзейскую гильдию. В церемониях, сопровождавших поступление в студенческую корпорацию, серьёзный элемент — символические указания на высокое призвание служить науке — смешивается с комическим и весёлым, а иногда с пошлыми и школьническими выходками.

## История
Пеннализм появился около 1600 года в немецких университетах (особенно в лютеранских) и состоял в том, что старшие студенты, не признавая равноправность новичков, в течение года «обдирали» и «обделывали» их, то есть эксплуатировали их и дурно с ними обращались. Продолжалось это в течение года, иногда (например, в Ростоке) — только 6 недель, 6 часов, 6 минут. В это время пенналы должны были мириться с тем, что старшие меняли свои старые платья на их новую одежду, вследствие чего пенналы были всегда плохо одеты; далее пенналам запрещалось носить отличия, присвоенные студентам (шпагу и шляпу с перьями); кошелёк их должен был быть всегда открытым для старших; они должны были по их требованию платить за их пиршества и во избежание побоев безусловно им во всем повиноваться. По истечении года пеннал «получал отпущение», то есть товарищи признавали его «честным буршем», подобно тому, как цеховые признавали у себя «честных товарищей»; прощенный должен был заплатить за пир в честь своего освобождения и мог затем проделывать то же самое с пенналами. Нечто подобное представляла собой Fagging system (в Англии). Первое запрещение пеннализма, в Иене, состоялось в 1610 или 1611 году; за ним последовало много других, но только в 60-х годах XVII столетия пеннализм — или, по крайней мере, грубейшие его проявления — был уничтожен конвенцией еванг. князей. В более мягкой форме он продолжал существовать до следующего столетия и постепенно был заменён отношениями «фуксов и буршей».
В 1653 году ландграф Вильгельм VI и ректор Марбурга Йоханнес Кроциус осудили практику пеннализма, однако, это не имело успеха. Пеннализм существовал в Марбурге до XVIII века.
В 1661 и 1662 годах саксонские университеты: Виттенбергский, Йенский и Лейпцигский заключили между собой картель, по которой обязывались не принимать студентов, исключённых из других университетов за пеннализм. Вскоре к ним присоединились другие университеты. Эта мера подействовала, и в шестидесятых годах прекратились повсеместные жалобы на пеннализм.
Пеннализм существовал не только в Германии. Пеннализм был истинной бедой для молодых студентов Тартуского университета.